# San Juan Bautista (paroisse civile)
Pour les articles homonymes, voir San Juan Bautista.
San Juan Bautista est l'une des cinq paroisses civiles de la municipalité de San Cristóbal dans l'État de Táchira au Venezuela. Sa capitale est San Cristóbal, chef-lieu de la municipalité et capitale de l'État.